# Copa de la Coronación
Die Copa de la Coronación (deutsch Krönungspokal), offiziell Concurso Madrid de Foot-Ball Association (deutsch: Madrids Wettbewerb des Fußballverbands), gilt als Vorläufer des spanischen Fußballpokals, der Copa del Rey. Das Turnier fand nach einem Vorschlag von Carlos Padrós, dem späteren Präsident von Madrid FC, statt. Dieser wollte ein Fußballturnier zu Ehren des Spanischen Königs Alfons XIII. organisieren, der in diesem Jahr seine Volljährigkeit erreichte und damit die Kontrolle über den spanischen Staat erhielt.
Der Wettbewerb startete am 13. Mai mit dem Spiel der 1. Runde und endete am 16. Mai 1902 mit dem Spiel um die Trostpreis-Trophäe. Am Turnier nahmen zwei Teams aus Barcelona, der FC Barcelona und Club Español de Foot-ball, zwei Teams aus Madrid, der Madrid FC und New Foot-Ball, sowie Club Vizcaya, eine Auswahlmannschaft aus Bilbao mit Spielern von Athletic de Bilbao und Bilbao FC teil.
Das Finale fand am 15. Mai 1902 im Hipódromo de Madrid statt. Dort siegte Vizcaya de Bilbao mit 2:1 gegen den FC Barcelona. Der Erfolg des Turniers führte dazu, dass dieses im folgenden Jahr offiziell unter dem Namen der spanischen Meisterschaft (Copa del Rey) gespielt wurde. Das ist auch der Grund, warum es vom spanischen Verband RFEF nicht als offizielles, sondern als Freundschaftsturnier, anerkannt wird.

## Viertelfinale
Das Spiel fand am 13. Mai 1902 statt.
|              | Ergebnis |                           |
| ------------ | -------- | ------------------------- |
| Club Vizcaya | 5:1      | Club Español de Foot-ball |

Der FC Barcelona, der Madrid FC, und New Foot-Ball zogen per Freilos ins Halbfinale ein.

## Halbfinale
Die Halbfinals fanden am 13. und 14. Mai statt.
|              | Ergebnis |               |
| ------------ | -------- | ------------- |
| FC Barcelona | 3:1      | Madrid FC     |
| Club Vizcaya | 8:1      | New Foot-Ball |

## Copa de la Gran Peña (Trostpreis-Trophäe)
Das Spiel um die „Trostpreis-Trophäe“, ähnlich einem Spiel um Platz drei, wurde am 16. Mai, einen Tag nach dem Finale, ausgetragen. New Foot-Ball verzichtete jedoch auf eine Teilnahme, so dass an deren Stelle Club Español de Foot-ball antrat.
|           | Ergebnis |                           |
| --------- | -------- | ------------------------- |
| Madrid FC | 3:2      | Club Español de Foot-ball |

## Finale
| Club Vizcaya                                 | Club Vizcaya | FC Barcelona | FC Barcelona |
| -------------------------------------------- | --- | --- | ------------ |
| Club Vizcaya                                 | \| Finale \| \| 15. Mai 1902 in Madrid (Hipódromo de Madrid) \| \| Ergebnis: 2:1 (2:0) \| \| Zuschauer: 1.500 \| \| Schiedsrichter: Carlos Padrós (Madrid) \| \| Spielbericht \| | \| Finale \| \| 15. Mai 1902 in Madrid (Hipódromo de Madrid) \| \| Ergebnis: 2:1 (2:0) \| \| Zuschauer: 1.500 \| \| Schiedsrichter: Carlos Padrós (Madrid) \| \| Spielbericht \| | FC Barcelona |
| Club Vizcaya                                 | Luis Arana – Enrique González de Careaga, Pedro Larrañaga – Luis Silva, Amado Arana, Enrique Goiri – Armand Cazeaux, Juan de Astorquia , William Dyer, Ramón Silva, Walter Evans | Samuel Morris – Lluis Puelles, George Meyer – John Morris, Arthur Witty, Miguel Valdés – William Parsons, Joan Gamper , Udo Steinberg, Alfonso Albéniz, Henry Morris             | FC Barcelona |
| Club Vizcaya                                 | 1:0 Juan Astorquia (10.) 2:0 Armand Cazeaux (20.) | 2:1 Udo Steinberg (75.) | FC Barcelona |
| Finale                                       | | |              |
| 15. Mai 1902 in Madrid (Hipódromo de Madrid) | | |              |
| Ergebnis: 2:1 (2:0)                          | | |              |
| Zuschauer: 1.500                             | | |              |
| Schiedsrichter: Carlos Padrós (Madrid)       | | |              |
| Spielbericht                                 | | |              |

Im Finale triumphierte Vizcaya de Bilbao gegen den FC Barcelona. Als Reaktion auf den Triumph der Auswahlmannschaft aus Bilbao, wurde bereits 1902 Athletic Bilbao (bzw. Athletic Club) als Fusion der beiden Stadtvereine Bilbaos gegründet.

## Siegermannschaft

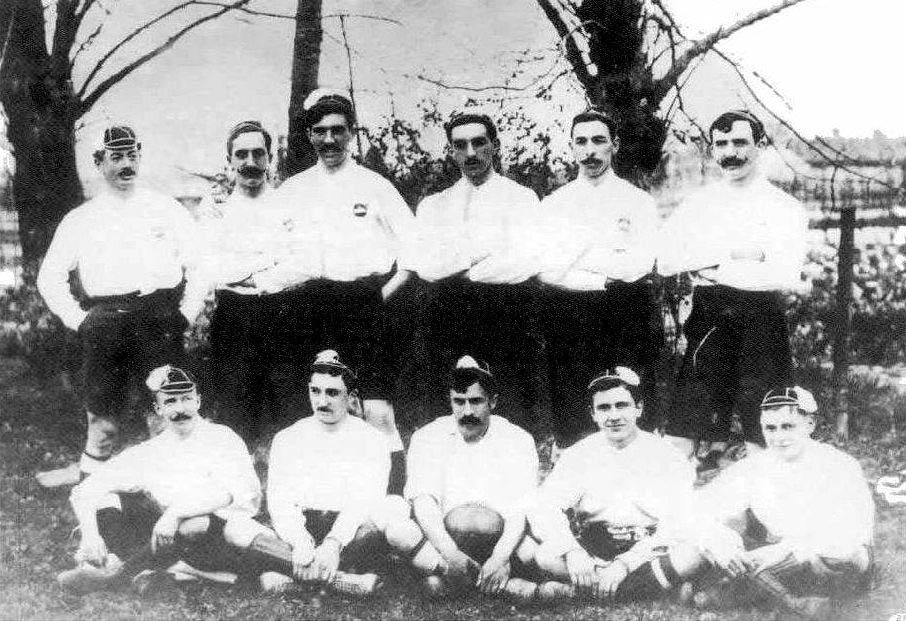
Die Siegermannschaft von Club Vizcaya

(in Klammern sind die Spiele und Tore angegeben)
| 1.               | Club Vizcaya |
| Logo von Vizcaya | - Tor: Luis Arana (3/-) - Abwehr: José Arana 2 (2/-), Enrique González de Careaga (1/-), Pedro Larrañaga (2/-) - Mittelfeld: Amado Arana 1 (2/-), Enrique Goiri (2/-), Luis Silva (3/-), Ricardo Ugalde 1 (2/-) - Sturm: Juan de Astorquia (3/3), Armand Cazeaux (3/2), William Dyer (3/5), Walter Evans (3/5), Ramón Silva (2/-), Alejandro de la Sota 2 (2/-) - Trainer: – |

Quelle: www.cihefe.es

## Torschützen
| Pl. | Nat.      | Spieler           | Verein                    | Tore |
| --- | --------- | ----------------- | ------------------------- | ---- |
| 1   | Engländer | William Dyer      | Club Vizcaya              | 5    |
| 1   | Engländer | Walter Evans      | Club Vizcaya              | 5    |
| 3   | Spanier   | Juan de Astorquia | Club Vizcaya              | 3    |
| 4   | Franzose  | Armand Cazeaux    | Club Vizcaya              | 2    |
| 4   | Deutscher | Udo Steinberg     | FC Barcelona              | 2    |
| 6   | Engländer | Arthur Johnson    | Madrid FC                 | 1    |
| 6   | Spanier   | Montojo           | New Foot-ball             | 1    |
| 6   | Engländer | Henry Morris      | FC Barcelona              | 1    |
| 6   | Engländer | John Parsons      | FC Barcelona              | 1    |
| 6   | Spanier   | Ángel Ponz        | Club Español de Foot-ball | 1    |

Quelle: www.cihefe.es
Die Torschützen aus dem Spiel um die Copa de la Gran Peña sind nicht mit einbezogen, da Daten zu diesem Spiel fehlen.